# Флорис (телесериал)
«Флорис» (нидерл. Floris) — нидерландский телевизионный сериал 1969 года. Автор сценария — Герард Сутеман. Режиссёр — Пол Верхувен. В главных ролях: Рутгер Хауэр и Йос Бергман.

## Идея и сценарий
«Флорис» стал первым полноценным сериалом, произведённым на голландском телевидении по законам большого кино. Продюсер голландской телекомпании NTS (предшественницы NTR) Карл Энкелар хотел создать аналог британского «Айвенго». Сценарий был написан Герардом Сутеманом, режиссёром стал Пол Верхувен. Это был его первый опыт работы в художественном кино. На главные роли были выбраны Рутгер Хауэр и Йос Бергман.
Конец XV столетия. Главный герой — рыцарь  Флорис ван Розмундт — вместе со своим другом индусом Синдалой возвращается из заморских странствий в родную Голландию. Дома Флорис узнаёт, что страна поделена между бургундцами под предводительством Филиппа Красивого и сторонниками герцога Карла Гельдернского, которые беспрестанно воюют друг с другом. Родовой замок Флориса, доставшийся ему по наследству от старшего брата, превращён сторонниками Гельдерна в заставу. Комендант заставы Маартен ван Россум, недолго думая, отнимает у Флориса бумаги, удостоверяющие его права на наследство, и арестовывает его и Синдалу, обвинив в шпионаже. Но друзьям удаётся бежать и найти приют у старинного знакомого отца Розмундта — сэра Вольтера ван Ольденштайна, сторонника бургундцев. С этого момента начинаются приключения Флориса и Синдалы. Им нужно вернуть бумаги Флориса и восстановить справедливость.
Это — классический авантюрный сериал, с четким разделением на «хороших» и «плохих» героев. Вымышленные и реальные исторические персонажи действуют вперемешку.

## Персонажи
- Флорис ван Розмундт — голландский дворянин. Рыцарь без страха и упрёка. Смелый, мужественный, верный, но не всегда сообразительный.
- Синдала — индийский факир. Очень образованный и умный человек. Лекарь, химик, физик и механик. Легко находит выход из безвыходных ситуаций. Любит шутки ради притворяться заморским волшебником.
- Вольтер ван Ольденштайн — дворянин, сеньор небольшого замка и окрестностей. Покровитель Флориса и Синдалы. Образец воинской доблести.
- Роже — дворянин на службе ван Ольденштайна. Верный друг и товарищ.
- Ада ван Каунберг — благородная леди, спасённая Флорисом. Красивая, умная, смелая и своенравная.
- Виола — подруга и компаньонка Ады.
- Маартен ван Россум — в сериале капитан на службе герцога Гельдернского. Комендант заставы в замке Флориса. Главный злодей. Хитрый, умный, безжалостный. В реальности Маартен ван Россум (1478—1555) был талантливым полководцем, дослужившимся у герцога до чина фельдмаршала. После поражения сюзерена перешёл на другую сторону. Умер, предположительно, от чумы.
- Великан Пьер — ещё один отрицательный персонаж. Пират и разбойник, сильный, но трусоватый. Реальный исторический прототип персонажа Пьер Герлоф долгие годы руководил партизанской войной фризов против бургундцев. Он довольно успешно действовал на море, захватив за один раз 30 голландских судов, за что и получил прозвище «Бич голландцев».
- Иероним Босх — знаменитый художник, картину которого, заказанную герцогом, похищает банда Пьера-Великана.
- Сержант — просто сержант гельдернской стражи. Верный клеврет ван Россума. Поскольку он неповоротлив и толст, то на него довольно часто сыпятся все шишки. Именно он арестовал Флориса и Синдалу по возвращении домой и доставил их в замок Розмундта.

## Съёмки
Сериал снимался в замке Доорненбург, а также в городах Гент и Брюгге. Непосредственно в съёмках было задействовано 80 актёров, а вся съёмочная группа насчитывала 2500 человек. Первоначальный бюджет в 355 000 гульденов был превышен втрое с лишним (окончательная сумма затрат колеблется в районе €545 000 или ƒ1 200 000). Причина, по которой проект был доведен до конца, заключалась в том, что Верхувен использовал так называемый вертикальный метод съёмки, когда снимаются актёры по отдельности, а потом из этого материала монтируется сам эпизод. Поэтому завершить съёмки на какой-то одной серии было технически невозможно.
Несмотря на то, что «Флорис» был снят на цветную плёнку, отпечатали сериал на чёрно-белой.
Рутгер Хауэр получил свою первую звёздную роль абсолютно случайно. В то время он зарабатывал на жизнь, гастролируя с труппой «Ноордер Компани» и был абсолютно неизвестен в столице. На главную роль в первом голландском сериале прочили тогдашнюю звезду амстердамской сцены Кароля ван Эрвигена, однако на стороне Хауэра были умение ездить верхом и фехтовать.
После премьеры первой же серии он проснулся звездой национального масштаба. В те годы телевидение было не слишком популярно. Зрителям предлагалось несколько шоу и сериалы, снятые одной стационарной камерой. «Флорис», транслировавшийся раз в неделю, стал настоящим прорывом. Голландцы оценили новое развлечение, а этот сериал стал одним из самых любимых в стране. Его и по сей день регулярно транслируют, а к юбилею был снят документальный фильм «Рыцарь и факир», вошедший в трёхдисковое издание на ДВД.
В 1975 году в Германии был снят ремейк «Флориса» на немецком языке всё с тем же Рутгером Хауэром в главной роли. Сценарий частично изменили, увеличив количество серий с 12 до 15 и немного изменив их порядок. Однако особого успеха ремейк не имел.

## Список серий
1. Украденный замок
2. Медный пес
3. Чёрный шар
4. Человек из Гента
5. Волосатый дьявол
6. Пропуск
7. Три шута
8. Корень мандрагоры
9. Вода и пламень
10. Чудотворец
11. Византийский кубок. Турнир.
12. Византийский кубок. Исцеление.